# Карамалы-Губеевский сельсовет
Карамалы-Губеевский сельсовет — муниципальное образование в Туймазинском районе Башкортостана.
Административный центр — село Карамалы-Губеево.

## История
Согласно «Закону о границах, статусе и административных центрах муниципальных образований в Республике Башкортостан» имеет статус сельского поселения.

## Население
| 2002  | 2009  | 2010  | 2012  | 2013  | 2014  | 2015  |
| ----- | ----- | ----- | ----- | ----- | ----- | ----- |
| 3330  | ↗3353 | ↗3464 | ↘3415 | ↘3396 | ↘3363 | ↘3329 |
| 2016  | 2017  | 2018  |       |       |       |       |
| ↘3258 | ↘3237 | ↘3155 |       |       |       |       |

## Состав сельского поселения
| № | Населённый пункт | Тип населённого пункта       | Население |
| - | ---------------- | ---------------------------- | --------- |
| 1 | Карамалы-Губеево | село, административный центр | ↗1120     |
| 2 | Тукаево          | село                         | ↘587      |
| 3 | Кальшали         | село                         | ↗525      |
| 4 | Метевтамак       | село                         | ↗457      |
| 5 | Чукадытамак      | село                         | ↗398      |
| 6 | Балтаево         | село                         | ↗377      |

## Известные уроженцы
- Арсланов, Амир Султанович (25 сентября 1926 — 23 февраля 1987) — живописец, Заслуженный художник Башкирской АССР (1986)[17][18].
- Махмутов, Фавир Шарифуллинович (2 августа 1939 — 21 июля 1988) — машинист крана-трубоукладчика строительного управления № 5 треста «Востокнефтепроводстрой», полный кавалер ордена Трудовой Славы[19][20].